# John-Erik Eleby
John-Erik Eleby, född 26 november 1960, är en svensk operasångare, dirigent, körledare, pianist och sångpedagog.

## Biografi
Eleby är utbildad vid Musikhögskolan och Operahögskolan. Elebys musikintresse väcktes tidigt genom att hans föräldrar tog med honom på Operan. Han skrev sedan ett specialarbete i gymnasiet om Jussi Björling. Detta ledde till att hans lärare senare fick honom att 1986 ställa upp i SVT:s tävling "Kvitt eller dubbelt", som nu hade en prissumma på 48.000 kronor med ämnet Jussi Björling.
1989 var Eleby med och grundade Jussi Björling-sällskapet.
Samtidigt som Eleby studerade på Musikhögskolan vikarierade han på sin gamla skola, Adolf Fredriks Musikskola som musiklärare. Eleby verkade sedan därpå ett antal år som ordinarie lärare för ett stort antal AF-elever. Han var då även pianist och vice dirigent för Adolf Fredriks Gosskör, under ledning av Jan-Åke Hillerudh, samt medverkade på deras olika turnéer. Eleby har verkat som sångpedagog och undervisat flera av dagens operastjärnor, däribland tenoren Michael Weinius. Ett flertal av dessa operasångare kom även de från Adolf Fredriks Musikklasser och hans körer. Därtill har Eleby arbetat som pianist vid Kulturamas Operastudio 67.
1997 tilldelades han Svenska Dagbladets Operapris. 
År 2000 blev Eleby fast anställd solist på Operan , där han har framträtt i ett stort antal roller. Innan dess verkade Eleby på ett flertal ledande scener runtom i landet. Däribland kan nämnas Göteborgsoperan, som Escamillo respektive Zuniga i olika uppsättningar av Carmen på Folkoperan, samt på Norrlandsoperan, på Uppsala Stadsteater, Läckö Slott, med mera.
Han har tidigare lett bland annat Adolf Fredriks Kammarkör, som senare bytte namn till Amadei Kammarkör, Amadei Ungdomskör och Amadei Vokalensemble, numer nedlagda, med främst tidigare AF-elever. Idag leder Eleby John-Erik Elebys Kammarkör, även den med främst före detta elever från Adolf Fredriks Musikklasser.

## Priser och utmärkelser
- Svenska Dagbladets Operapris, 1997.
- Gunn Wållgren-stipendiet[4], 2016.